# Amurplatte

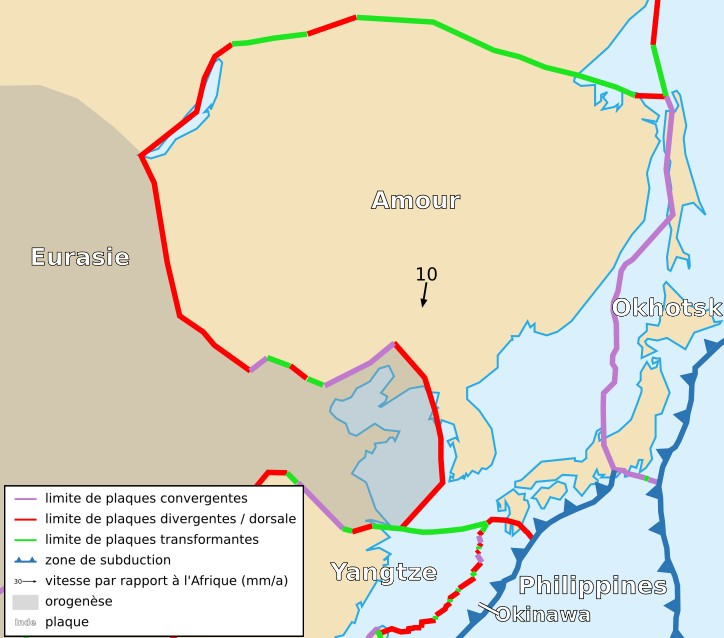
Karte der Amurplatte und der angrenzenden Platten (auf Französisch)

Die Amurplatte (auch Chinesische Platte) ist eine mögliche tektonische Platte, auf der die Mandschurei, die Koreanische Halbinsel, die westlichen Hauptinseln Japans und die Region Primorje liegen. Es ist noch nicht klar, ob es sich um eine unabhängige Platte handelt oder ob es ein Teil der Eurasischen Platte ist. Die Amurplatte wurde nach dem Fluss Amur benannt, der die Grenze zwischen dem fernen Osten Russlands und dem Nordosten der Volksrepublik China bildet. Die Platte wird im Norden, Westen und Südwesten von der Eurasischen Platte begrenzt, im Osten von der Ochotsk-Platte, im Südosten von der Philippinischen Seenplatte entlang des Suruga-Grabens, des Nankai-Grabens, der Okinawa-Platte und der Yangtze-Platte.
Der Baikal-Graben gilt als Grenze zwischen der Amurplatte und der Eurasischen Platte. GPS-Messungen zeigen, dass die Platte sich langsam gegen den Uhrzeigersinn dreht.
Die Amurplatte ist womöglich an der Entstehung des Erdbebens von Tangshan (1976) in China beteiligt gewesen.